# Transport w Polsce

Docelowy układ dróg w Polsce

Transport w Polsce – system transportu działający na terenie Polski.

Stan realizacji sieci autostrad i dróg ekspresowych.
istniejące
w budowie
planowane

     istniejące
     w budowie
     planowane

## Transport lądowy
Transport lądowy (drogowy, kolejowy, wodny śródlądowy) jest podstawą zintegrowanego systemu transportowego w Polsce, zaspokajającą w ponad 99% potrzeby wewnątrzkrajowego transportu ładunków i osób. Jest on także głównym narzędziem (w ponad 80%) przestrzennej integracji polskiej gospodarki z rynkiem Unii Europejskiej.

### Transport drogowy

Dozwolone prędkości na polskich drogach

Transport drogowy odgrywa w Polsce duże znaczenie, ponieważ ponad 85% ładunków przewożonych jest ciężarówkami. Oprócz tego przez Polskę porusza się wiele pojazdów w ruchu tranzytowym między Europą Zachodnią i Południową oraz krajami wschodniej części kontynentu – Estonią, Białorusią, Litwą, Łotwą, Rosją, Ukrainą, Kazachstanem, Azerbejdżanem, Kirgistanem i innymi państwami.
Na koniec 2005 w Polsce zarejestrowanych było 16 mln pojazdów samochodowych, w tym 12 mln samochodów osobowych. W ostatnich latach istnieje coraz większy import używanych samochodów z Europy Zachodniej, co powoduje spadek sprzedaży samochodów nowych (z 632 tys. w 1999 do 235 tys. w 2005) oraz podniesienie wieku samochodów jeżdżących po polskich drogach. 80% transportu po polskich drogach realizowane jest za pomocą samochodów mających ponad 5 lat.
W 2009 uprawnienia do wykonywania krajowych przewozów rzeczy posiadało ok. 62,2 tys. podmiotów, a w 2010 61,2 tys. przedsiębiorców posiadających 181,2 tys. pojazdów ciężarowych. Ponadto 44,1 tys. podmiotów ze 118 tys. pojazdów wykonywało w 2010 przewozy na potrzeby własne. W 2009 przewozy międzynarodowe wykonywało 23865 przedsiębiorstw transportowych i spedycyjnych z siedzibą w Polsce, które dysponowały 128663 pojazdami, a w 2010 liczby te wzrosły do 24895 i 137502. W 2009 międzynarodowy przewóz rzeczy na potrzeby własne wykonywało 6920 przedsiębiorców z 15454 pojazdami, a w 2010 odpowiednio 7196 i 15772. Ogółem polscy przewoźnicy w 2010 dysponowali 137502 pojazdami, w tym 61843 spełniających klasę czystości spalin Euro3, 26229 Euro2, 25223 Euro4 i 16401 Euro5.
Do 2006 było w Polsce 381 tys. km dróg, w tym 253 tys. km dróg o nawierzchni twardej i 127 tys. km o nawierzchni gruntowej. W grudniu 2011 oddanych do użytku było blisko 1100 km autostrad, 476,9 km dróg ekspresowych dwujezdniowych oraz 325,6 km dróg ekspresowych jednojezdniowych. W sierpniu 2014 autostrady liczyły 1520,65 km; natomiast drogi ekspresowe prawie 1400 km.
Według raportu NIK 161/2005 z kontroli funkcjonowania transportu drogowego i kolejowego w latach 1990–2004:
- 8% polskich dróg krajowych spełnia wymogi UE dotyczące standardów naciskowych (115 kN/oś),
- 16,1% dróg posiada pęknięcia nawierzchni,
- 15,8% dróg posiada nierówną nawierzchnię,
- 36,8% dróg posiada koleiny,
- 21,5% dróg ma złe właściwości przeciwpoślizgowe,
- Na 100 wypadków w Polsce przypada 11 zabitych (dla porównania w UE na 100 wypadków jest 3 zabitych).

| Wyszczególnienie                                            | 1990  | 1995   | 2000   | 2005   | 2006   | 2007   | 2008   | 2009   | 2010   | 2011   | 2012   | 2013   | 2014   | 2015   | 2016   |
| ----------------------------------------------------------- | ----- | ------ | ------ | ------ | ------ | ------ | ------ | ------ | ------ | ------ | ------ | ------ | ------ | ------ | ------ |
| Drogi publiczne o twardej nawierzchni (w tys. km):          | 218,4 | 237,1  | 249,8  | 253,7  | 255,5  | 258,9  | 261,2  | 268,3  | 273,7  | 280,4  | 280,7  | 283,5  | 287,6  | 290,9  |        |
| Autostrady (w km):                                          | 212   | 246    | 358    | 552    | 663    | 663    | 765    | 849    | 857    | 1070   | 1365   | 1482   | 1556   | 1559   | 1637   |
| Liczba zarejestrowanych samochodów (tys. szt.):             | 9041  | 11 186 | 14 106 | 16 816 | 18 035 | 19 472 | 21 337 | 22 025 | 23 037 | 23 853 | 24 876 | 25 684 | 26 472 | 27 409 | 28 601 |
| Liczba zarejestrowanych samochodów ciężarowych (tys. szt.): | 1045  | 1354   | 1879   | 2305   | 2393   | 2521   | 2710   | 2797   | 2982   | 3079   | 3178   | 3242   | 3341   | 3428   | 3541   |

Istotne drogi prowadzą:

Dzienny ruch tirów w 2015

- z Jakuszyc na granicy polsko-czeskiej przez Zieloną Górę, Gorzów Wielkopolski i Szczecin na przeprawę promową ze Świnoujścia do Ystad w Szwecji (E65 – droga nr 3);
- od granicy polsko-niemieckiej w Świecku przez Poznań i Warszawę do granicy z Białorusią w Terespolu i dalej do Mińska i Moskwy (E30 – droga nr 2);
- od granicy polsko-niemieckiej w Zgorzelcu przez Wrocław, Opole, Gliwice, Katowice, Kraków, Tarnów, Rzeszów i Jarosław do granicy z Ukrainą w Korczowej i dalej do Kijowa (E40 – droga nr 4).

Ponadto na terenie Polski budowane są odcinki następujących dróg europejskich:
- trasa E75 od granicy polsko-czeskiej w Cieszynie przez Bielsko-Białą, Katowice, Toruń i Łódź na przeprawę promową z Gdańska do Helsinek, czyli budowana autostrada A1 oraz
- E67 (droga nr 8) przebiegająca przez całą Polskę – od granicy z Litwą w Budzisku do granicy czeskiej w Kudowie-Zdroju. Ta 790-kilometrowa (polski odcinek) trasa ma się stać częścią tzw. arterii Via Baltica łączącej Finlandię, Estonię, Łotwę i Litwę z Europą Południową i Zachodnią.

#### Transport autobusowy
Przewozy osób transportem drogowym (bez przewozów komunikacją indywidualną) w roku 2015 wynosiły 416,8 mln pasażerów, natomiast praca przewozowa liczyła 21 570 mln pasażerokilometrów. Liczba podróżujących autobusami zmniejszyła się w stosunku do roku 2005 42,7% (728,0 mln osób), a w stosunku do roku 2014 o 3,4% (431,5 mln osób).
Porównując wielkość pracy przewozowej w roku 2005 (29 314,1 mln paskm), w roku 2015 była ona na poziomie 73,6%, zaś w stosunku do roku 2014 wzrosła o 0,6%.

### Transport kolejowy

Sieć kolejowa w Polsce

Zarządcą większości linii kolejowych jest należące do państwowych Polskich Kolei Państwowych przedsiębiorstwo PKP Polskie Linie Kolejowe, a głównymi przewoźnikami pasażerskimi wchodzące również w skład Grupy PKP – PKP Intercity oraz należące do samorządów województw Polregio. Istotnym uzupełnieniem ruchu aglomeracyjnego jest sieć szybkiej kolei miejskiej (SKM) w większych miastach m.in.: Szybka Kolej Miejska w Warszawie, Warszawska Kolej Dojazdowa, PKP Szybka Kolej Miejska w Trójmieście oraz Szybka Kolej Regionalna. Według stanu na dzień 31 grudnia 2009 długość czynnych linii kolejowych należących do systemu transportu kolejowego na terenie Polski, wynosiła 19 336 km, w tym 11 830,6 km zelektryfikowanych. W 2012 czas najszybszych połączeń kolejowych, między dużymi polskimi miastami wynosił: Wrocław – Poznań (2:30), Poznań – Gdańsk (3:30), Gdańsk – Warszawa (5:00), Warszawa – Wrocław (5:00).

#### Infrastruktura kolejowa
Zdecydowana większość infrastruktury kolejowej w Polsce znajduje się pod zarządem PLK S.A. Za dostęp do niej pobierane są od poszczególnych przewoźników opłaty.
Łączna długość linii kolejowych wynosi 20 665 km.
Dworce kolejowe są zarządzane przez spółki celowe i zostały sklasyfikowane w czterostopniowej skali, uzależnionej m.in. od: posiadania monitoringu, przystosowania dla osób niepełnosprawnych, funkcjonowania czynnych toalet i kas biletowych.
Istotne linie kolejowe z punktu widzenia ruchu międzynarodowego to m.in.:
- E30: granica z Niemcami – Legnica – Wrocław – Katowice – Kraków – granica z Ukrainą;
- E20: granica z Niemcami – Poznań – Warszawa – granica z Białorusią;
- E65: granica z Czechami – Katowice – Warszawa – Gdynia.

#### Przewoźnicy kolejowi
Największym przedsiębiorstwem kolejowym w Polsce jest grupa PKP S.A., w skład której wchodzi wiele spółek m.in.:
- PKP Polskie Linie Kolejowe S.A. – odpowiedzialna za zarządzanie infrastrukturą,
- PKP Cargo S.A. – odpowiedzialna za przewozy towarowe,
- PKP Intercity Sp. z o.o. – obsługująca połączenia „kwalifikowane”, tj. pociągi EC, IC, EIP oraz pasażerskie przewozy międzyregionalne dotowane z budżetu państwa (TLK[10]).

Z grupy PKP S.A. wydzielono i przekazano samorządom województw spółkę Przewozy Regionalne Sp. z o.o., obsługującą głównie pasażerski ruch regionalny i w mniejszym stopniu ruch międzyregionalny. Przewozy Regionalne są aktualnie największym przewoźnikiem pasażerskim w kraju.
W województwie mazowieckim pasażerski ruch regionalny realizują Koleje Mazowieckie, Warszawska Kolej Dojazdowa i warszawska Szybka Kolej Miejska. W odróżnieniu od spółek grupy PKP, są one własnością samorządów.
W Trójmieście i Warszawie istnieją koleje aglomeracyjne poruszające się po torach PLK (SKM).
Na Śląsku obsługę linii przejęły Koleje Śląskie.
Istnieje także wielu przewoźników nie powiązanych z grupą PKP (w tym wielu prywatnych), obsługujących głównie transport towarowy. Kilku przewoźników posiada także licencję na przewóz osób.

### Transport wodny śródlądowy
Żegluga śródlądowa jest w Polsce stosunkowo dobrze rozwinięta. Korzystne warunki przyrodnicze i dostęp do wielu zbiorników wodnych (Morze Bałtyckie, żeglowne rzeki; Wisła, Odra, Warta i Noteć, Zalew Szczeciński, Zalew Wiślany i inne) umożliwiają dalszy rozwój żeglugi i żeglarstwa.
Długość polskich śródlądowych dróg wodnych w 2010 r. wynosiła 3660 km. Faktycznie eksploatowanych było około 91% całkowitej ich długości (3347 km), a stopień eksploatacji był różny w zależności od klasy żeglowności. Sieć ta jest niejednorodna i nie tworzy jednolitego systemu komunikacyjnego, stanowiąc zbiór odrębnych i różnych jakościowo szlaków żeglugowych. Śródlądowe drogi wodne o znaczeniu międzynarodowym (parametry klasy IV i V) stanowiły zaledwie 5,5% długości wszystkich szlaków wodnych. Udział żeglugi śródlądowej w całkowitej wielkości pracy przewozowej ładunków w 2010 r. wynosił
0,3%. Najsprawniejszym wodnym ciągiem komunikacyjnym w Polsce jest Odrzańska Droga Wodna (wraz z kanałami Gliwickim i Kędzierzyńskim).

#### Porty śródlądowe
Najważniejszymi eksploatowanymi portami śródlądowymi na terenie Polski w 2010 r. były:
- na Odrze i kanale Gliwickim: Gliwice, Kędzierzyn-Koźle, Wrocław, Głogów;
- na drodze wodnej Wisła-Odra: Kostrzyn, Krzyż, Ujście, Czarnkowo i Bydgoszcz;
- na Wiśle: Chełmno, Grudziądz, Toruń i Tczew;
- na Warcie: Poznań;
- na Nogacie: Malbork.

## Transport lotniczy

Porty lotnicze w Polsce i liczba pasażerów odprawionych w 2016

Cywilny transport lotniczy w Polsce zapoczątkowany został w 1919 r. pierwszym przelotem z pasażerami na trasie z Poznania do Warszawy. W 1923 r. uruchomiono regularne linie lotnicze z Warszawy do Gdańska i Lwowa, a w 1929 r. powstało przedsiębiorstwo Polskie Linie Lotnicze LOT.
Liczba pasażerów na polskich lotniskach w 2015 r. wyniosła 7 287 565 osób, natomiast w ruchu krajowym: 1 196 457 osób, co stanowiło 16,4%. W stosunku do roku 2014 nastąpił spadek liczby podróżnych, w ruchu krajowym o 6,6%, natomiast w ruchu międzynarodowym o 6,4%.

### Linie lotnicze
Polskie linie lotnicze to: PLL LOT i Enter Air. Na polskich lotniskach lądują również samoloty linii zagranicznych, m.in.: Aer Lingus, Aerofłot, Aerosvit, Air France, Alitalia, Austrian Airlines, Belavia, Blue1, British Airways, Brussels Airlines, Czech Airlines, easyJet, El Al, Finnair, Germanwings, Jet2.com, KLM, Lufthansa, Norwegian, Ryanair, Scandinavian Airlines System, Swiss International Air Lines, Turkish Airlines, Wizz Air i szereg mniejszych.
Polskie linie lotnicze posiadają samoloty: Airbus Airbus A319, Airbus A320, Saab 340, ATR (42 i 72), Embraer (145, 195 170, 175) oraz Boeing (737, 767, oraz PLL LOT operuje Dreamlinera) na zasadzie leasing, zresztą, jak większość o ile nie całość pozostałej floty (stan na 2014).

### Lotniska
W 2010 r., w rejestrze lotnisk cywilnych Urzędu Lotnictwa Cywilnego (ULC) w Polsce były ujęte 54 lotniska cywilne (w tym 11 portów lotniczych i 35 lotnisk zarządzanych przez aerokluby) oraz 53 lądowiska – 12 z nich to stałe lotnicze przejścia graniczne.
Cywilne lotniska transportowe użytku publicznego (posiadające betonowy pas startowy), według ilości operacji lotniczych, to: Warszawa-Okęcie, Kraków-Balice, Wrocław-Strachowice, Katowice-Pyrzowice, Gdańsk-Rębiechowo, Poznań-Ławica, Łódź-Lublinek, Rzeszów-Jasionka, Szczecin-Goleniów, Bydgoszcz-Szwederowo, Lublin-Świdnik, Zielona Góra-Babimost, Warszawa-Modlin (od 2012 roku). Oprócz nich istnieje wiele innych lotnisk należących do aeroklubów.
Sieć połączeń lotniczych między polskimi miastami nie jest rozbudowana; większość połączeń nadal odbywa się za pośrednictwem portu Okęcie.

## Transport morski

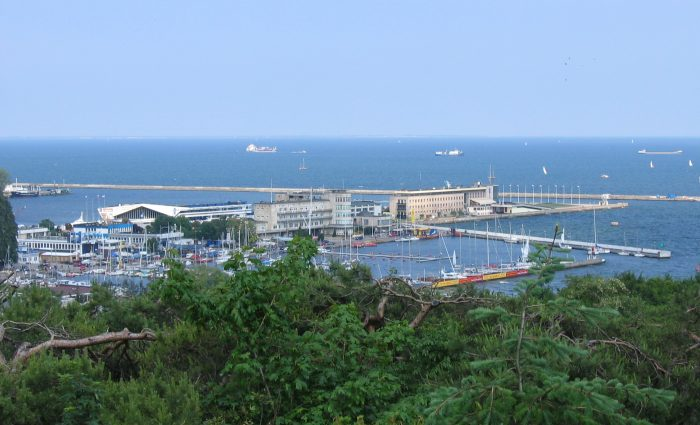
Port morski w Gdyni

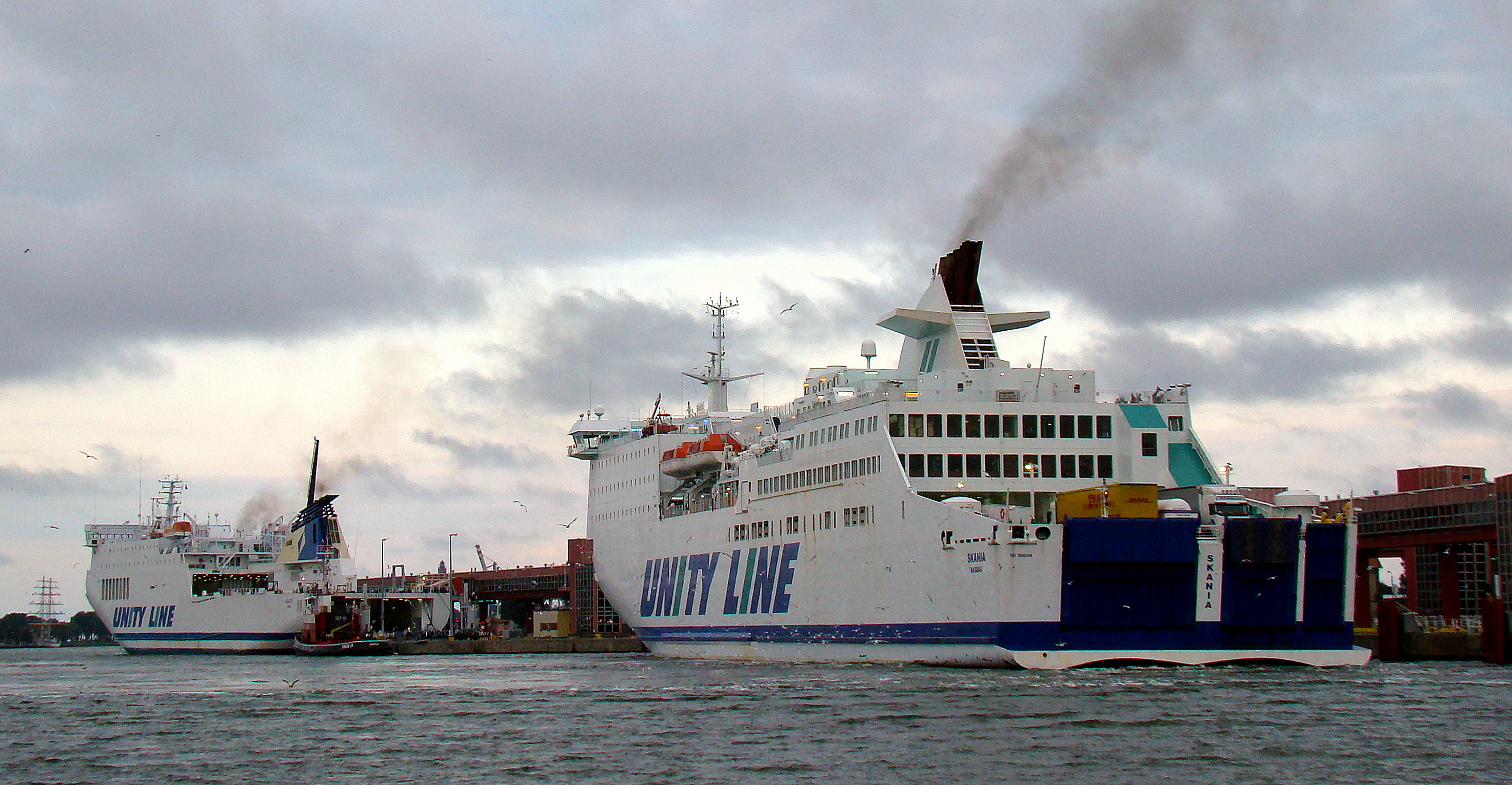
Polski prom w porcie Świnoujście

### Porty morskie
Polska ma 4 porty morskie o podstawowym znaczeniu dla gospodarki narodowej: Gdańsk, Szczecin, Gdynia i Świnoujście. Inne porty morskie posiadające nabrzeża przeładunkowe: Elbląg, Darłowo, Dziwnów, Kołobrzeg, Police, Stepnica, Ustka i Władysławowo.
Część polskich portów ma charakter morsko-rzeczny, np. Szczecin, Police i Stepnica.

### Połączenia promowe
W Polsce utrzymywane są połączenia promowe między Świnoujściem a Ystad, Trelleborgiem, Kopenhagą oraz między Kołobrzegiem a Nexø, między Gdańskiem a Nynäshamn (Szwecja) i między Gdynią a Karlskroną. Dodatkowo latem istnieje połączenie promowe między Świnoujściem a Rønne.

## Transport miejski
Transport miejski w Polsce składa się głównie z autobusów i tramwajów. W Warszawie funkcjonują dwie linie metra. Szybki tramwaj funkcjonuje w Poznaniu (Poznański Szybki Tramwaj); a także w Krakowie (Krakowski Szybki Tramwaj), a podobne budowane są w Szczecinie (Szczeciński Szybki Tramwaj), we Wrocławiu (Tramwaj Plus) oraz w Łodzi (Łódzki Tramwaj Regionalny – część najdłuższej w Europie linii tramwajowej). Ponadto w Lublinie, Gdyni i Tychach jeżdżą trolejbusy.

### Transport rowerowy
W wielu miastach trwa budowa dróg rowerowych i pieszo-rowerowych. Najbardziej dynamicznie sieć dróg rowerowych rozwijane są w dużych miastach: (Gdańsk, Gdynia, Kraków, Wrocław, Zielona Góra, Bydgoszcz, Warszawa, Toruń, Poznań, Szczecin). Drogi rowerowe pojawiają się również w miastach średnich i małych oraz na terenach wiejskich, np. w obrębie aglomeracji szczecińskiej – w Stargardzie, Świnoujściu, Policach, Koszalinie, Białogardzie, Trzebieży, Pilchowie, Siedlicach, Przecławiu, Warzymicach, Lipniku i Zieleniewie.
W ostatnich latach w Polsce pojawiły się riksze, najpierw w Łodzi w roku 1998, a potem w Ciechocinku, Warszawie, Krakowie i kilku innych miastach. Są wykorzystywane głównie jako taksówki oraz nośniki reklamy mobilnej.

## Transport przesyłowy

### Transport rurociągowy
Transport rurociągowy służy głównie do przesyłania ropy naftowej i produktów naftowych, gazu ziemnego i węglowego oraz wody. W 1995 r. eksploatowano w Polsce 2,3 tys. km sieci magistralnej rurociągów naftowych, którymi przetoczono ponad 33 mln ton ropy naftowej i jej pochodnych. Do najważniejszych połączeń rurociągowych należy zaliczyć rurociąg „Przyjaźń” oraz ropociąg łączący Gdańsk z Płockiem.
Bardzo dobrze rozbudowana jest sieć gazociągów. liczy około 15 tys. km. Wszystkie ważniejsze ośrodki przemysłowe mają połączenia gazociągowe. Na Dolnym Śląsku rozbudowana jest sieć gazociągów gazu koksowniczego.
W Polsce istnieje także kilka magistrali wodociągowych. Łączą one jezioro Zegrzyńskie z Warszawą, zbiornik Sulejowski z Łodzią oraz zbiorniki Goczałkowicki i Żywiecki z aglomeracjami Śląska.

### Przesyłanie energii
Sieć elektroenergetyczna w Polsce składa się z linii przesyłowych wysokiego napięcia, głównie 400 i 220 kV, łączących elektrownie z wielkimi stacjami transformatorowymi usytuowanymi w miejscach największego poboru prądu oraz z linii doprowadzających prąd do lokalnych stacji transformatorowych i do poszczególnych odbiorców.

## Praca przewozowa
W 2016 r. transportem kolejowym przewieziono w Polsce 222,5 mln ton, co stanowiło spadek o 0,8% w stosunku do poprzedniego roku (224,3 mln ton w 2015 r.). W przypadku transportu samochodowego odnotowano wzrost o 2,7%. W 2016 r. za pomocą tej gałęzi transportu przewieziono 1546,6 mln ton, w stosunku do 1505,7 mln ton w 2015 r.
W przypadku transportu lotniczego przewieziono 0,041 mln ton w 2016 r., w 2015 r. było to 0,038 mln ton.
Transportem morskim w 2016 r. przewieziono 7,2 mln ton, co stanowiło 4,1% wzrost w stosunku do roku poprzedniego (7 mln ton w 2015 r.).
W przypadku transportu wodnego śródlądowego w 2016 r. nastąpił znaczny spadek przewozów ładunków aż o 47,9% % w stosunku do roku poprzedniego (6,2 mln ton w 2016 r. w stosunku do 11,9 mln ton w 2015 r.).
Wyrażona w tonokilometrach praca przewozowa w 2016 r. wzrosła w transporcie kolejowym (o 0,1% do poziomu 50,7 mld tonokilometrów), samochodowym (o 11,2% do poziomu 303,6 mld tonokilometrów) i lotniczym (o 22,2% do poziomu 0,19 mld tonokilometrów), natomiast zmniejszyła się w przypadku transportu morskiego (o 35,3% do poziomu 8,2 mld tonokilometrów) oraz wodnego śródlądowego (o 61,9% do poziomu 0,8 mld tonokilometrów).
W portach morskich w 2016 r. przeładowano 72,9 mln ton ładunków, tj. o 4,9% więcej niż w roku poprzednim (ok. 69,5 mln ton). Obroty w porcie Gdańsk stanowiły 43,3%, w Gdyni – 24,3%, w Świnoujściu – 17,2%, w Szczecinie – 12,2%, w Policach – 2,4%, a w pozostałych portach – 0,6%.